# Amazing Grace (musikalbum)
Amazing Grace är ett musikalbum av det brittiska space rock-bandet Spiritualized, utgivet i september 2003 på Sanctuary Records.

## Låtlista
1. "This Little Life of Mine" - 4:00
2. "She Kissed Me (It Felt Like a Hit)" - 3:27
3. "Hold On" - 3:54
4. "Oh Baby" - 4:10
5. "Never Goin' Back" - 2:53
6. "The Power and the Glory" - 4:30
7. "Lord Let It Rain on Me" - 3:42
8. "The Ballad of Richie Lee" - 3:25
9. "Cheapster" - 2:39
10. "Rated X" - 5:19
11. "Lay It Down Slow" - 5:00